# Der Graf von Monte Christo (1908)

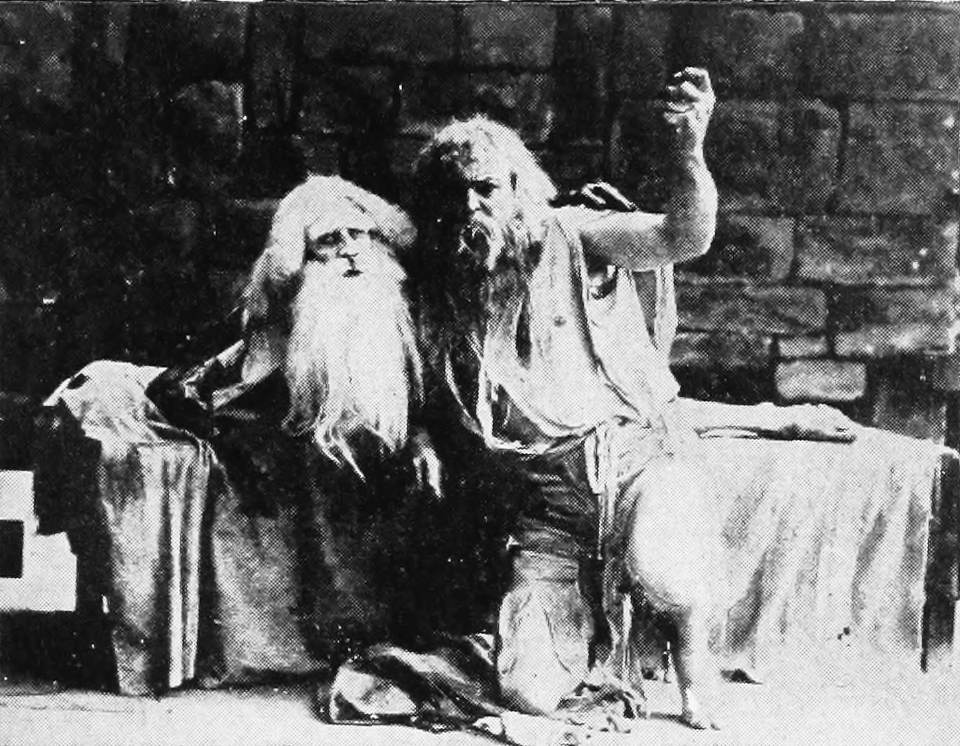
Standbild des Filmes. Rechts Hobart Bosworth in der Rolle des Edmond Dantès.

Der Graf von Monte Christo (englisch Originaltitel The Count of Monte Cristo) ist ein Stummfilm des Jahres 1908, der in fünf Akten den Roman von Alexandre Dumas auf die Leinwand brachte. Die Produktion lag in den Händen der Selig Polyscope Company.

## Produktionsnotizen
Der erste Stuntman in der Filmgeschichte wurde vom Regisseur Francis Boggs eingesetzt. Um den Filmpionier Thomas Alva Edison mit einem spektakulären Ende zu übertrumpfen, bat der Produzent des Filmes William N. Selig Boggs, in den Film einen dramatischen Höhepunkt einzufügen. Dieser sollte in der Flucht aus dem Château d’If bestehen. Um dies zu realisieren, wurde ein sehr guter und mutiger Schwimmer benötigt. Dieser war ein sehr guter Akrobat, der als Einziger die Wünsche des Regisseurs erfüllen konnte. Er war bereit, für fünf US-Dollar von einer Klippe ins Meer zu springen. Diese Außendreharbeiten fanden am Laguna Beach in Los Angeles statt, so dass der Film eine der ersten Hollywood-Produktionen überhaupt wurde. Die sonstigen Dreharbeiten fanden aber noch in Chicago und Colorado statt.